# Elmer Niklander
Elmer Konstantin Niklander (Oitti, 19 januari 1890 - Helsinki, 12 november 1942), was een  Finse atleet, die gespecialiseerd was in het discuswerpen en kogelstoten. Bij het discuswerpen werd hij olympisch kampioen. In totaal nam hij driemaal deel aan de Olympische Spelen en won hierbij in totaal vier medailles. Bij de Olympische Spelen van 1924 was hij vlaggendrager van Finland.
In zijn actieve tijd was Niklander aangesloten bij Helsingin Reipas. Van beroep was hij brandweerman en parttime boer.

## Titels
- Olympisch kampioen discuswerpen - 1920
- Fins kampioen - 1911, 1914, 1915, 1916, 1917, 1918

## Persoonlijke records
| Onderdeel    | Prestatie | Datum        | Plaats   |
| ------------ | --------- | ------------ | -------- |
| kogelstoten  | 14,86 m   | 19 juli 1913 | Helsinki |
| discuswerpen | 47,18 m   | 19 juli 1916 | Vaasa    |
| speerwerpen  | 54,19 m   | 1916         |          |

## Palmares

### discuswerpen
- 1908: AC OS
- 1912: 4e OS - 42,09 m
- 1920:  OS - 44,685 m

### discuswerpen (beide handen)
- 1912:  OS - 77,96 m

### discuswerpen (Griekse stijl)
- 1908: 9e OS - 32,46

### kogelstoten
- 1908: AC OS
- 1912: 4e OS - 13,65 m
- 1920:  OS - 14,155 m
- 1924: 6e OS - 14,26 m

### kogelstoten (beide handen)
- 1912:  OS - 27,14 m

### gewichtwerpen
- 1920: 20e in kwal. OS - 8,865 m

1896: Bob Garrett ·
1900: Rudolf Bauer ·
1904: Martin Sheridan ·
1906: Martin Sheridan ·
1908: Martin Sheridan ·
1912: Armas Taipale ·
1920: Elmer Niklander ·
1924: Bud Houser ·
1928: Bud Houser ·
1932: John Anderson ·
1936: Ken Carpenter ·
1948: Adolfo Consolini ·
1952: Sim Iness ·
1956: Al Oerter ·
1960: Al Oerter ·
1964: Al Oerter ·
1968: Al Oerter ·
1972: Ludvík Daněk ·
1976: Mac Wilkins ·
1980: Viktor Rasjtsjoepkin ·
1984: Rolf Danneberg ·
1988: Jürgen Schult ·
1992: Romas Ubartas ·
1996: Lars Riedel ·
2000: Virgilijus Alekna ·
2004: Virgilijus Alekna ·
2008: Gerd Kanter ·
2012: Robert Harting ·
2016: Christoph Harting ·
2020: Daniel Ståhl ·
2024: Rojé Stona